# Geulumpang Meu Jimjim
Geulumpang Meu Jimjim is een bestuurslaag in het regentschap Bireuen van de provincie Atjeh, Indonesië. Geulumpang Meu Jimjim telt 435 inwoners (volkstelling 2010).